# Smoko

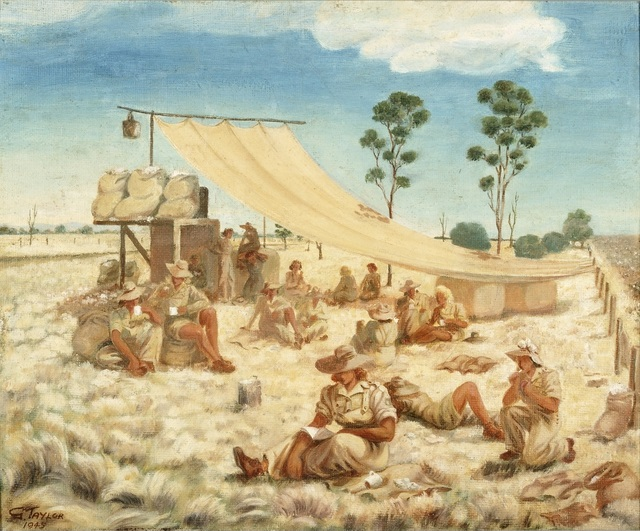
Gemälde Smoko time with the AWLA

"Smoko" (auch "smoke-o" oder "smoke-oh") ist ein vorwiegend im australischen, neuseeländischen und falkländischen Englisch gebräuchlicher Slangbegriff für eine kurze Rauchpause während der Arbeit oder des Militärdienstes. Der Begriff kann aber auch eine andere kurze Pause, wie eine Ruhepause oder Kaffee-/Teepause bedeuten.
Man nimmt an, dass der Begriff der britischen Handelsmarine entstammt und seit 1865 verbreitet ist.
Die Tradition der smoko im australischen Sinne scheint unter Schafscherern in den 1860er Jahren aufgekommen zu sein.
Obwohl der Begriff dem Slang zuzurechnen ist, wird das Wort "smoko" auch in Schriften der Regierung und Abhandlungen über Arbeitsverhältnisse verwendet, um eine kurze Arbeitspause zu beschreiben.

## Smoko als australische Institution
Die smoko wurde in Australien zu einer Institution mit symbolischem Wert für die Arbeitskultur und gar für die Arbeiterrechte. Gewerkschaften halten ihre Treffen  mit den Arbeitern oft während ihrer Smokos ab, vor der Australian Industrial Relations Commission hatte ein Schiedsverfahren um das Recht der Arbeiter auf eine "smoko break" zu entscheiden.
Es gibt jedoch auch in Australien Bedenken hinsichtlich der Gesundheitsschäden durch das Rauchen und wegen der Einflüsse auf die Produktivität, sowie die Ansicht nicht rauchender Kollegen, dass die Raucher mehr Pausenzeiten in Anspruch nehmen.
2006 schaffte das Department of Industry, Tourism and Resources der australischen Regierung die "smokos" in seinen Büros in Canberra ab, was den Gesundheitsminister Tony Abbott zu der Aussage veranlasste "smoko has had its day" ("Smoko gehört der Vergangenheit an").